# Columba jouyi
Columba jouyi là một loài chim trong họ Columbidae.